# 1527
1527 (MDXXVII) je bilo navadno leto, ki se je po julijanskem koledarju začelo na torek.

## Dogodki
- 1. januar

## Rojstva
- 13. julij - John Dee, valižanski matematik, astronom, astrolog, geograf († 1608)

## Smrti
- 21. junij - Niccolò Machiavelli, italijanski filozof, politik, pisatelj (* 1469)
- 26. julij - Jovan Nenad, vojskovodja in samozvani srbski car (* okoli 1492)